# Кубок Болгарії з футболу 1958—1959
Кубок Болгарії з футболу 1958—1959 — 19-й розіграш кубкового футбольного турніру в Болгарії. Титул ввосьме здобув Левські (Софія).

## Перший раунд
| Команда 1            | Рахунок | Команда 2                   |
| -------------------- | ------- | --------------------------- |
| Славія (Софія)       | 4:1     | Черно море (Варна)          |
| Спартак (Пловдив)    | 0:0 дч  | Міньор (Димитров)           |
| Ботев (Пловдив)      | 2:0     | ЦДНА (Софія)                |
| Спартак (Плевен)     | 6:0     | Міньор (Брежани)            |
| Лудогорець (Разград) | 2:1     | Берое (Стара Загора)        |
| Етир (Тирново)       | 3:2     | Добруджа (Толбухін)         |
| Локомотив (Софія)    | 7:1     | Димитар Бурков (Тирговиште) |
| Левські (Софія)      | 1:0     | Ботев (Враца)               |
| Локомотив (Пловдив)  | 1:0     | Арда (Кирджалі)             |

Перегравання
| Команда 1         | Рахунок | Команда 2         |
| ----------------- | ------- | ----------------- |
| Спартак (Пловдив) | 1:0     | Міньор (Димитров) |

## 1/8 фіналу
| Команда 1               | Рахунок | Команда 2               |
| ----------------------- | ------- | ----------------------- |
| Генерал Займов (Сливен) | 3:2 дч  | Марек (Станке Димитров) |
| Спартак (Пловдив)       | 4:1     | Академік (Софія)        |
| Ботев (Пловдив)         | 2:1     | Дунав (Русе)            |
| Спартак (Плевен)        | 6:0     | Крпачев (Ловеч)         |
| Спартак (Варна)         | 3:2     | Лудогорець (Разград)    |
| Ботев (Бургас)          | 3:1     | Етир (Тирново)          |
| Локомотив (Софія)       | 1:0     | Славія (Софія)          |
| Левські (Софія)         | 4:0     | Локомотив (Пловдив)     |

## 1/4 фіналу
| Команда 1         | Рахунок | Команда 2               |
| ----------------- | ------- | ----------------------- |
| Спартак (Пловдив) | 2:0     | Генерал Займов (Сливен) |
| Спартак (Плевен)  | 1:0     | Ботев (Пловдив)         |
| Спартак (Варна)   | 1:0     | Ботев (Бургас)          |
| Левські (Софія)   | 3:2     | Локомотив (Софія)       |

## 1/2 фіналу
| Команда 1         | Рахунок | Команда 2        |
| ----------------- | ------- | ---------------- |
| Спартак (Пловдив) | 2:2 дч  | Спартак (Плевен) |
| Левські (Софія)   | 2:1     | Спартак (Варна)  |

Перегравання
| Команда 1         | Рахунок | Команда 2        |
| ----------------- | ------- | ---------------- |
| Спартак (Пловдив) | 1:0     | Спартак (Плевен) |

## Фінал
| 2 травня 1959 |

| Левські (Софія) | 1:0      | Спартак (Пловдив) |
| --------------- | -------- | ----------------- |
| Пеєв 73'        | Протокол |                   |

| «Васил Левський», Софія Глядачів: 30 000 Арбітр: Антонін Ружичка |